# Filosofía intercultural
La filosofía intercultural es un enfoque filosófico que pretende incluir los pensamientos filosóficos de diferentes culturas (Interculturalidad) respecto a los múltiples desafíos de extensión global (Globalización) a los que se ve enfrentada la humanidad.
Con el crecimiento de la conciencia ante estos desafíos y ante el eurocentrismo persistente surgió la filosofía intercultural a finales de los años 80 del siglo XX en los países germanófonos de Europa. La superación de la privilegiación histórica de la cultura filosófica europea y un amplio diálogo entre las diferentes tradiciones filosóficas, constatan objetivos cruciales del enfoque. Las acentuaciones y las propuestas de los pensadores intercultural y filosóficamente orientados de hoy varían. Entre los más conocidos se encuentran Franz Martin Wimmer, Raúl Fornet-Betancourt, Heinz Kimmerle, Ram Adhar Mall y Raimon Panikkar.

## Crítica a la filosofía tradicional
La concepción clásica occidental de la filosofía es que ésta intenta dar respuestas a las cuestiones concernientes a la estructura de la realidad (ontología), a la cognoscibilidad de la realidad (epistemología) y a normas y valores (ética). Una suposición crucial de la filosofía intercultural es que una multitud de culturas ha intentado dar respuesta a estas preguntas filosóficas, y que estas diversas tradiciones filosóficas comparten semejanzas fundamentales. En contraste, en la historia de la filosofía tradicional es obvia la predominancia de la tradición filosófica occidental tanto respecto de la terminología filosófica como respecto a su amplia y global recepción.

## Tipos de centrismos
El pensamiento centrista (Etnocentrismo) es inevitable de cara a la incorporación social de cada filosofía – debido a la socialización del pensador dentro de cierto marco histórico y social. No obstante, la reflexión sobre el propio centrismo puede llegar a diferentes formas de tratar con este. La filosofía intercultural trata de criticar a las diferentes formas de centrismos existentes. Ello incluye tanto el eurocentrismo como el sinocentrismo, afrocentrismo u otras formas del mismo.

### Centrismo expansivo
Una de las formas centristas es el centrismo occidental que representa un centrismo expansivo, el cual se manifiesta tanto en la historia de la filosofía occidental como en los contenidos concretos de la filosofía. Una característica de este eurocentrismo es la idea de un solo proceso posible y lineal de desarrollo; en este las culturas no occidentales se encuentran en niveles ya superados por los países industrializados y pueden llegar a tal nivel sólo adaptándose a las tradiciones y costumbres occidentales. Este concepto de desarrollo lineal y evolucionista caracteriza a grandes partes de las sociedades de los países industrializados.

### Centrismo integrativo
Otro tipo de centrismo es el centrismo integrativo, el cual se encuentra, por ejemplo, en partes de la historia de China, manifestándose en el concepto del “no intervenir” del daoismo o en el confucianismo. Pese al principio no expansivo, más bien pasivo, persiste la idea centrista de la superioridad del propio concepto cosmovisional que puede llevar a la negación de intercambios constructivos con otras tradiciones filosóficas.

### Centrismo separativo
Un tercer tipo de centrismo es el de modo separativo. En este, diferentes tipos de tradiciones filosóficas son conceptualizados aisladamente y sin influencia mutua ni entendimiento recíproco o intercambio. Cada tradición solamente se puede entender por sí misma. Un enfoque intercultural trata de poner en un diálogo orientado hacia un polílogo a las diferentes tradiciones filosóficas y, por ende, no puede basarse en tal enfoque aislacionista y separativo. Además, constituiría la abstinencia de cualquier forma de argumentación y de intercambio discursivo sobre el contenido de cuestiones filosóficas. Los enfoques de la etnofilosofía muchas veces representan este tipo de centrismo.

### Centrismo tentativo
El centrismo tentativo representa el cuarto tipo de centrismo y contiene un pensamiento importante respecto de los enfoques interculturales. Acentuando la capacidad humana de cambiar – tanto intercultural como intraculturalmente – de perspectiva, este tipo de centrismo lleva a la posibilidad de intercambiar y poner en diálogo los puntos de vista de múltiples centros de pensamientos. La precondición necesaria de este tipo de centrismo es el concepto del interluctor culturalmente ajeno como alguien cuyos juicios y opinión tienen el mismo valor y la misma legitimidad.
Basándose en este centrismo reflexionado, Wimmer menciona la necesidad de la “relativización de los conceptos y métodos desarrollados en las (diferentes) tradiciones” y “una nueva mirada, no-centrista, sobre la historia del pensamiento de la humanidad” como bases del proyecto orientador de la filosofía intercultural.

## Superación del eurocentrismo
En la historia de la filosofía académica predomina el eurocentrismo que equivale a la tradición filosófica helenística-europea, la filosofía como la entendemos.
De este modo, a la imagen del pensador de género masculino se le atribuye un color de piel (blanco). Una gran parte de los filósofos de la tradición occidental más recitados – incluso Hegel y Kant – parecen haber tenido una visión despectiva de los conceptos filosóficos no occidentales. Superar esta “occidentalización de la historiografía de la filosofía” representa un objetivo básico de una filosofía orientada interculturalmente. El intento de darle legitimidad a esta privilegiación muchas veces se basa en la constatación de que las tradiciones filosóficas no occidentales se suelen basar en consideraciones religiosas, míticas, esotéricas y supersticiosas. Esta argumentación se olvida de que dentro de la misma tradición filosófica europea muchos pensadores se basaban en premisas esotéricas y religiosas. La noción de una tradición europea filosófica estrictamente racional (Racionalidad) es el resultado de la separación posterior entre la religión y la filosofía y una abstracción de la época y del contexto en que se hallaban los pensadores.Fornet-Betancourt menciona la importancia de crear “una historia de las ideas no homogénea sino intercultural” y, a fin de lograr esto, acentúa la importancia de “una transformación intercultural de las instituciones educativas y culturales hegemónicas”.

## Tareas de la filosofía intercultural
Se pueden identificar los siguientes objetivos básicos del enfoque:
a) La superación de la privilegiación histórica de la filosofía occidental.
b) El descubrimiento de los múltiples orígenes de las tradiciones filosóficas.
c) La iniciación de amplios diálogos o polílogos entre las diferentes tradiciones. Estos diálogos tienen que basarse en respeto, tolerancia y “un mínimo de conocimiento mutuo“.
d) La búsqueda de solapamientos transculturales a fin de aumentar la legitimidad del contenido filosófico elaborado y supuestamente universal.
De este modo, la filosofía intercultural - a base de la interculturalidad e Interdisciplinariedad - intenta dar orientación y respuestas prácticas ante los desafíos globales que imponen los procesos de globalización a la humanidad y buscar soluciones a éstos, en cuya formación una multitud de tradiciones filosóficas participan. A estos retos pertenecen, por ejemplo, la globalización económica neoliberal y la homogeneización a la imagen occidental de una multitud de culturas, lo que implica la pérdida de conocimientos tradicionales, de contenido válido, para las soluciones a estos procesos globales parcialmente amenazantes. Por ejemplo, de cara a la separación y objetivación modernas de la naturaleza y frente al calentamiento global, parece muy valiosa la cosmovisión amerindia en la que el ser humano es parte integral del sujeto, esto es, la naturaleza. Para la inclusión de culturas muy pocas veces consideradas muchos pensadores de la filosofía intercultural acentúan la importancia de ampliar la consideración a tradiciones orales a fin de superar la dedicación exclusiva a la investigación sobre los escritos que domina en la filosofía tradicional.
La no privilegiación de ciertos enfoques filosóficos y la búsqueda de solapamientos en varias culturas puede llegar a darles mayor legitimidad a las respuestas filosóficas encontradas que en sí se basan en la pretensión de representar respuestas universales. En cuanto a ello, Wimmer propone una regla mínima que se puede formular en una forma negativa y otra positiva: 
Fórmula negativa: No considerar legítimas las tesis filosóficas en cuyo proceso de formación solamente participaban personas de una sola tradición cultural.
Fórmula positiva: Buscar solapamientos transculturales de cada idea filosófica, ya que es probable que las tesis bien legitimadas se encuentren en más de una sola tradición cultural.

## Enfoques

### Polílogo
La propuesta del “polílogo” fue elaborada por Wimmer. Las dos precondiciones importantes son, primero, el interés recíproco de los interlocutores y, segundo, ceder la palabra a los que no la tienen, procurando que éstos articulen sus argumentos a base de la lógica que Wimmer considera una precondición necesaria de un filosofar legítimo.
Para ilustrar la idea metodológica del polílogo parece útil definirla de las diferentes formas posibles del monólogo y del diálogo.
Monólogo: Influencia centralizada unilateral

A → B y A → C y A → D
El objetivo de A es la superación y la desaparición de las tradiciones B, C y D. Estos se ignoran con tal de que no exista un diálogo.
Monólogo: Influencia unilateral y transitiva

A → B y A → C y A → D y B → C
La doble influencia a C posibilita enfoques comparativos, aunque todavía no existe la necesidad de dialogar. A sigue tratando de superar a B, C y D y representa el ideal de B, el cual del mismo modo aspira a hacer desaparecer a C.
Diálogo: Influencia parcialmente recíproca

Unas posibilidades lógicas son las siguientes:
A ↔ B y A → C y A → D
A ↔ B y A → C y A → D y B → C
A ↔ B y A ↔ C y A ↔ D y B ↔ C y B ↔ D y C → D
Wimmer a este modelo lo llama “proceso de aculturación selectiva”.[3] A ya no aspira a hacer desaparecer a todas las demás tradiciones con tal de que exista la posibilidad de estimación e influencia mutuas. El ejemplo c) representa un polílogo con exclusión parcial de D. Existen buenas posibilidades para una filosofía comparativa.
Polílogo: Influencia totalmente recíproca

A ↔ B y A ↔ C y A ↔ D y B ↔ C y B ↔ D y C ↔ D
En realidad el polílogo solamente existe como una idea programática y regulativa. Una orientación hacia este ideal de influencia recíproca total y estimación mutua de todas las tradiciones participantes parece muy útil – pese a la imposibilidad práctica – a fin de llegar a una legitimidad aumentada de enfoques filosóficos y a fin de superar una privilegiación de uno solo o sólo ciertos enfoques filosóficos.

### Una docena de reglas de buen cubero para evitar malentendidos interculturales[17]
Holenstein propone reglas que pretenden evitar la mayoría de los malentendidos interculturales, basándose en la premisa de que éstos no se deben a obstáculos ontológicos, sino que éstos son del mismo carácter que los malentendidos intraculturales y que se pueden explicar psicológica y sociológicamente.
0. El principio de lealtad hermenéutica (“equidad”): La equidad de los interlocutores representa el principio fundamental de la hermenéutica y del mismo modo debe de ser el principio de cada diálogo intercultural.
1. Regla de racionalidad (regla de lógica): Al dialogar con alguien descendente de otro contexto cultural, es preferible suponer haber entendido mal lo dicho que atribuirle un pensamiento ilógico o prelógico a la persona correspondiente.
2. Regla de racionalidad teleológica (regla de funcionalidad): Lo que dicen los seres humanos en muchas ocasiones parece ser irracional si se considera solamente el sentido literal de lo dicho. Por ello, es importante tomar en cuenta el contexto y saber distinguir la racionalidad lógica de la teleológica (Teleología), teniendo en cuenta que el ser humano por naturaleza persigue un fin en cada acción.
3. Regla de humanidad (regla de naturalidad): Es preferible cuestionar la capacidad propia de entender, antes de atribuir un comportamiento sin sentido, antinatural, inhumano o inmaduro a personas de otra cultura.
4. Regla nos-quoque (regla del “nosotros también”): Al encontrar algo en otra cultura que parece totalmente inaceptable y escandaloso, es muy probable que en la propia cultura – contemporánea o pasada – se encuentren sucesos parecidos.
5. Regla vos-quoque (regla del “vosotros también”): Si se encuentran sucesos no aceptables en otra cultura, además es muy probable que también dentro de esta cultura se hallen personas que los cuestionan.
6. Regla de anti-criptoracismo: El racismo experimenta un rechazo social y científico amplio. Pese a ello, persiste muchas veces de forma sutil y oculta. Sobre todo bajo el estrés y si la confianza en la propia superioridad se ve amenazada, las personas tienden al racismo, el cual, por lo general, solamente identifica los defectos en el otro grupo y en todos los pertenecientes, mientras se niega a la aceptación de los defectos propios. La consideración de otras culturas indignas según el propio punto de vista que de todas formas puede ser muy útil, ya que considerando las culturas ajenas se esclarecen muchos aspectos de la propia cultura.
7. Regla de personalidad: Es crucial tratar a las personas de otra cultura como sujetos que tienen el mismo valor y los mismos derechos - no como objetos de investigación. Ello implica, al hacer un estudio, mostrárselo y darles la oportunidad de discutirlo antes de publicarlo.
8. Regla de subjetividad: Según las situaciones en las que se encuentren las personas y dependiendo del estado de ánimo, tienden a “sobrevalorarse, autoexaltarse y realzarse o a subestimarse, humillarse y denigrarse”. Un juicio válido requiere de un control recíproco del propio juicio y de la contraprueba, es decir, el juicio del otro.
9. Regla de ontología-deontología (regla del “ser–deber ser”): Los escritos respecto a las leyes y la conducta ideal de las personas de una cultura ajena muchas veces no son un reflejo del comportamiento real de las personas, sino de las ideas programáticas del grupo en el poder.
10. Regla de despolarización (regla contra el dualismo cultural): Las polarizaciones sirven para la reducción de la complejidad de la realidad y para clasificar cosas y sucesos, con tal que representen necesariamente simplificaciones. Las oposiciones binarias que podemos identificar entre dos culturas suelen existir del mismo modo dentro de una misma cultura y dentro de la misma persona. Por ende, es conveniente comparar las culturas entre sí y no restringir la comparación a sólo dos culturas. Así se hace factible la identificación de las circunstancias bajo las que ciertas polarizaciones se desarrollan en el interior de una sola cultura.
11. Regla de inhomogeneidad: La concepción de una cultura como una instancia homogénea propone una concepción lineal de desarrollo y simplifica la realidad. De esta forma, excluye la particularidad histórica de las culturas.
12. Regla de agnosticismo: Es importante no esperar que dentro de una cultura se encuentran respuestas a las preguntas más básicas filosóficas, ya que existen cuestiones y mitos que nunca serán resueltos de manera ampliamente satisfactoria.

## Obras
- Raúl Fornet-Betancourt (1994): Filosofía intercultural. México: Pontifica Universidad.
- Raúl Fornet-Betancourt (2004): Filosofar para nuestro tiempo en clave intercultural. Aachen: Mainz.
- Raúl Fornet-Betancourt (2001): Transformación intercultural de la filosofía. Bilbao.

## Publicaciones
- Diana de Vallescar (2000): Cultura, Multiculturalidad e Interculturalidad. Hacia una racionalidad intercultural. Madrid.
- Ram Adhar Mall (1993): Encuentros culturales históricos. Hermenéutica de la interculturalidad.  Publicado en: Revista de Filosofía de la Universidad de Costa Rica XXXI, Nr. 74, págs. 1-9.